# Battaristis
Battaristis är ett släkte av fjärilar. Battaristis ingår i familjen stävmalar.

## Dottertaxa tillBattaristis, i alfabetisk ordning[1]
- Battaristis acroglypta
- Battaristis amphiscolia
- Battaristis apicilinella
- Battaristis apicineella
- Battaristis apicistrigella
- Battaristis ardiophora
- Battaristis astroconis
- Battaristis atelesta
- Battaristis bistrigella
- Battaristis brunniceps
- Battaristis concinnusella
- Battaristis concisa
- Battaristis coniosema
- Battaristis curtella
- Battaristis cyclella
- Battaristis dorsalis
- Battaristis emissurella
- Battaristis fuliginosa
- Battaristis ichnota
- Battaristis melanamba
- Battaristis nigratomella
- Battaristis orthocampta
- Battaristis parazela
- Battaristis pasadenae
- Battaristis perinaeta
- Battaristis prismatopa
- Battaristis psamathaula
- Battaristis rhythmodes
- Battaristis severella
- Battaristis sphenodelta
- Battaristis stereogramma
- Battaristis symphora
- Battaristis syngraphopa
- Battaristis synocha
- Battaristis tricentrota
- Battaristis unistrigella
- Battaristis vittella